# Buförningstjärnen (Vilhelmina socken, Lappland)
Buförningstjärnen är en sjö i Vilhelmina kommun i Lappland och ingår i Ångermanälvens huvudavrinningsområde. Buförningstjärnen ligger i Marsfjället Natura 2000-område.